# Păuleni-Ciuc
Păuleni-Ciuc (węg. Csíkpálfalva) – wieś w Rumunii, w okręgu Harghita, w gminie Păuleni-Ciuc. W 2011 roku liczyła 605 mieszkańców.